# National Research Council (Canada)
La National Research Council (NRC) è un'agenzia governativa canadese che conduce ricerche scientifiche e sviluppo.

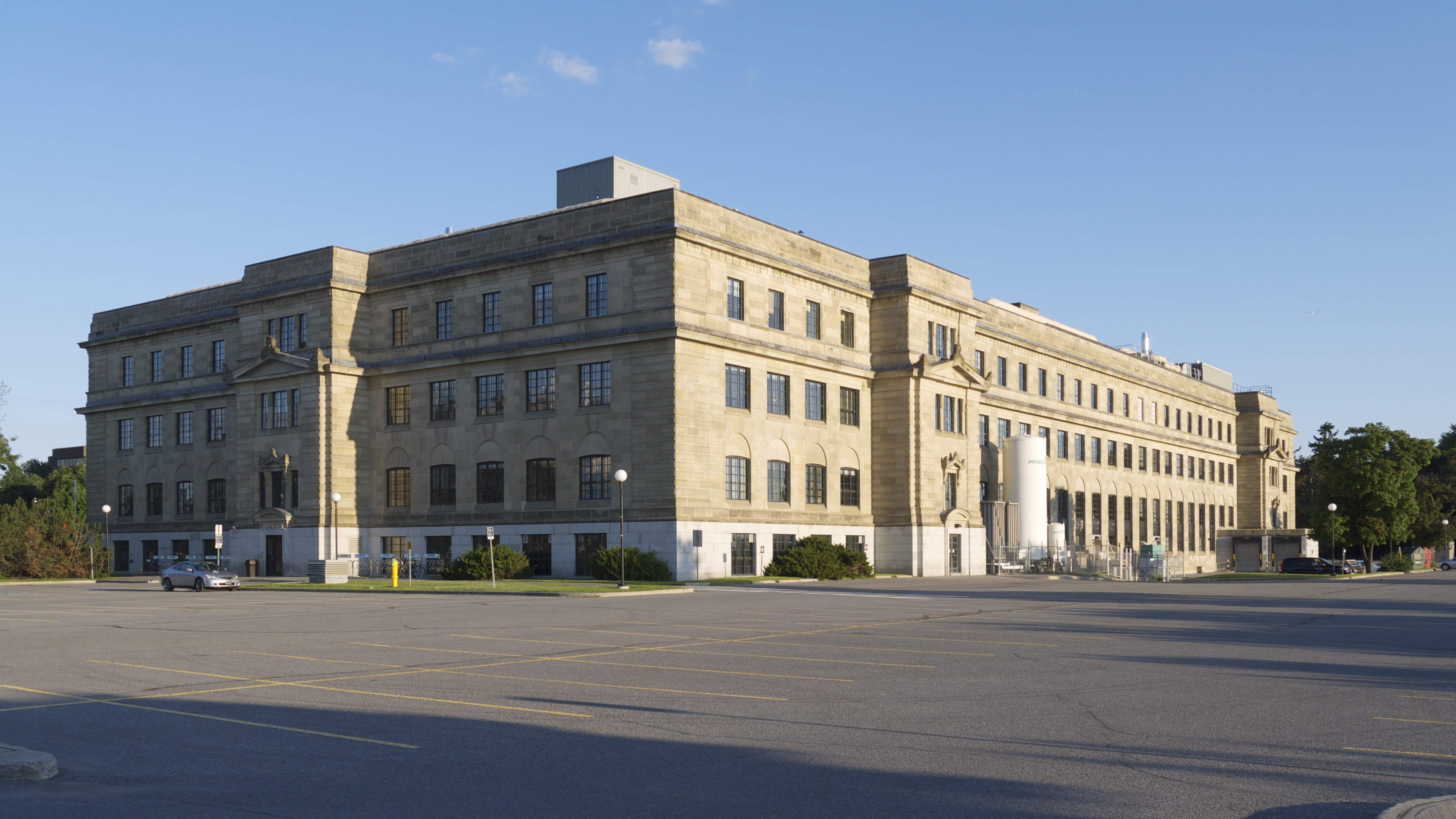
Laboratori del National Research Council a Ottawa

È stata fondata nel 1916, ed ha sede principale presso Ottawa, in Ontario. Attualmente impiega circa 4.100 persone.

## Innovazioni
Alcune delle principali innovazioni risultate dalle ricerche dell'NRC includono: il Pacemaker, lo sviluppo della Brassica napus negli anni quaranta, l'orologio atomico all'atomo di cesio negli anni sessanta.
L'NRC ha giocato un ruolo fondamentale nell'animazione al computer lavorando, nel 1971, con il National Film Board of Canada e l'animatore Peter Foldès sul film sperimentale Metadata e nel 1974 nel cortometraggio Hunger.

## Agenzie che mantengono rapporti con NRC
Alcune agenzie sono direttamente correlate con l'NRC, tra cui:
- Canadian Space Agency
- Defence Research Board
- Atomic Energy of Canada Limited
- Canadian Institutes of Health Research
- Communications Security Establishment
- Natural Sciences and Engineering Research Council

## NRC flotta aerospaziale
L'NRC possiede una flotta di aerei per scopi di ricerca:
- Bell 412 Aereo per ricerca di sistemi avanzati
- Bell 205 Simulatore
- Convair 580 - Per i test atmosferici
- Falcon 20 - Studi aerospaziali e geologi
- Twin Otter -  studi atmosferici e della biosfera, sviluppo di meccanismi e sistemi per il volo
- Harvard Mark IV -  Ricerca per sistemi avionici
- Canadair T-33 - Addestramento
- Extra 300